# ميشيل دافيسون
ميشيل دافيسون (بالإنجليزية: Michelle Davison)‏ هي غطاسة أمريكية، ولدت في 22 أكتوبر 1979 في كولومبيا في الولايات المتحدة.

## وصلات خارجية
- ميشيل دافيسون على موقع الاتحاد الدولي للسباحة (الإنجليزية)
- ميشيل دافيسون على موقع قاعدة بيانات الغوص IAT (الألمانية)
- ميشيل دافيسون على موقع أوليمبيديا (الإنجليزية)